# Militärrevolte 1849 in Lörrach

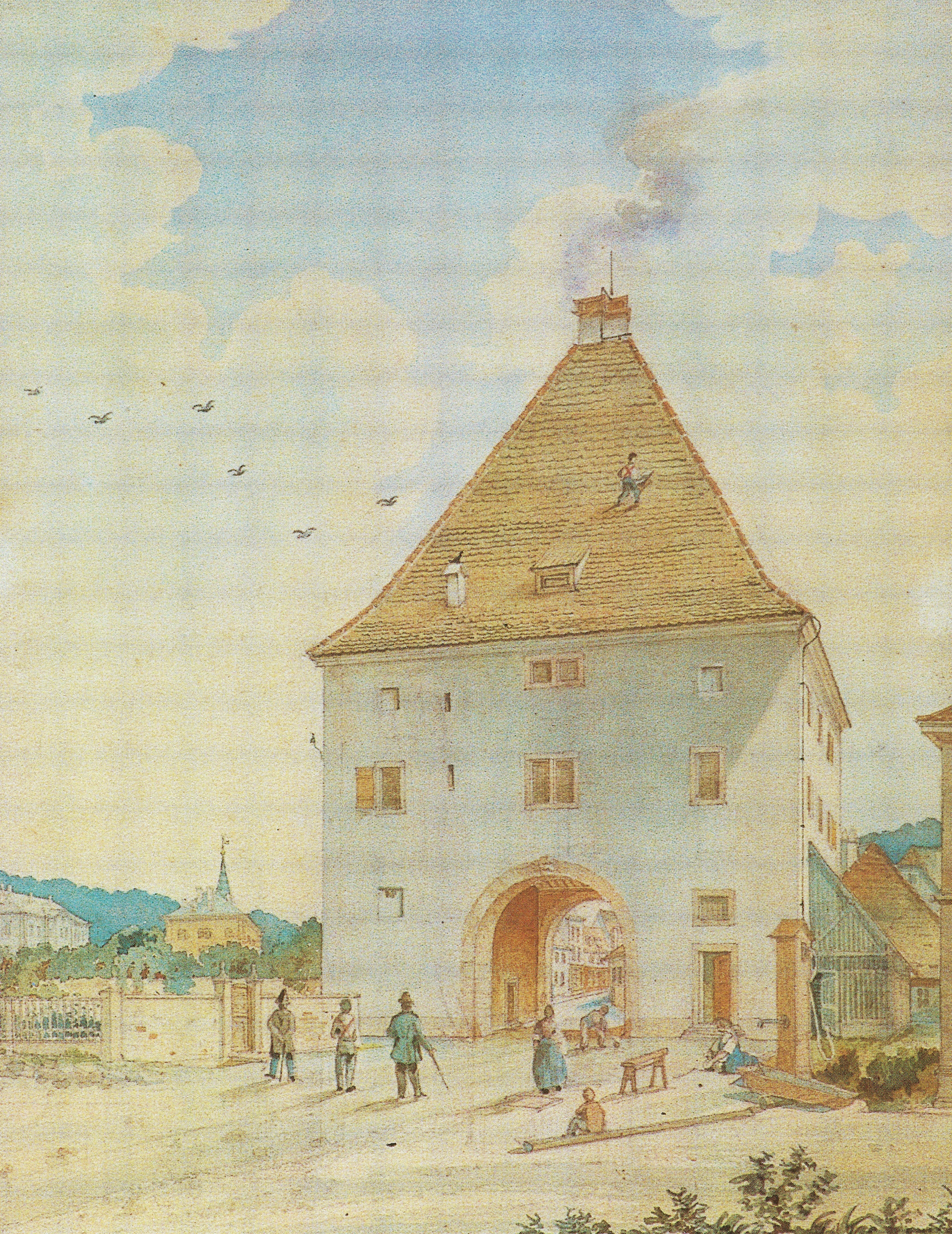
Am Lörracher Gefängnisturm begann am 11. Mai 1849 die Militärmeuterei. Hier ein Aquarell von 1867.

Die Militärrevolte in Lörrach begann am Abend des 11. Mai 1849 in Lörrach und war Teil der Badischen Revolution und der Reichsverfassungskampagne.

## Geschichte
Nachdem der preußische König Friedrich Wilhelm IV. am 3. April 1849 die ihm von der Frankfurter Nationalversammlung angetragene Kaiserkrone abgelehnt hatte, versuchten die demokratischen Kräfte in mehreren Staaten des Deutschen Bundes in der sogenannten Reichsverfassungskampagne die in der Paulskirchenverfassung festgelegten Freiheitsrechte doch noch zu retten. In Baden wirkten die demokratischen Volksvereine in diesem Sinne auf die Bevölkerung und das Militär ein, was am 9. Mai 1849 zur Meuterei der badischen Truppen in der Festung Rastatt führte.
Die Arbeit der Volksvereine und die Nachrichten von Rastatt hatten sich auch auf die im Raum Lörrach liegenden Infanteriebataillone ausgewirkt, bei denen es zu geheimen Zusammenkünften kam. Auch der Republikaner Friedrich Neff aus Rümmingen war an der Agitation beteiligt.
Für den Abend des 11. Mai war eine größere Versammlung der Soldaten angekündigt. Major Ludwig von Sponeck erließ für die in Stetten, Weil und Haltingen stationierten Kompanien seines Bataillons ein striktes Verbot diese Orte zu verlassen, das aber ignoriert wurde. Am Abend kam es „auf den Hauptstraßen Lörrach's zu lärmende Zusammenrottungen“.
Der Standortkommandant und Kommandeur des Dragonerregiments Großherzog, Oberst Carl Theodor von Rotberg, versuchte mit einer geharnischten Ansprache die Disziplin wieder herzustellen, was aber nur kurzfristig gelang. Gegen 21 Uhr wurde dem Oberst gemeldet, dass die versammelten Soldaten die Freilassung von vier Kameraden verlangten, die wegen anonymer Drohbriefe an ihren Hauptmann im Lörracher Gefängnisturm in Untersuchungshaft saßen. Nebst den Soldaten waren auch „ungefähr hundert Freischärler“ vor dem Gefängnisturm versammelt. Die Wachmannschaft folgte nur widerwillig den Befehlen des herbeieilenden Obersts. Den Offizieren gelang es nicht ihre Mannschaften zum Abzug zu bewegen. Der Oberst verweigerte weiter lautstark die Herausgabe der Gefangenen, was die Stimmung noch mehr anheizte. Als in der Menge teilweise die Seitengewehre gezogen wurden, zog der Oberst den Säbel und Leutnant Carl von Rotberg (ein Neffe des Obersten) schoss einen der Soldaten mit seiner Pistole nieder. Die meuternden Soldaten erwiderten nun das Feuer mit ihren Gewehren, wobei der Oberst im Gesäß getroffen wurde. Der junge Rotberg musste flüchten. Die Meuterer befreiten nun ihre gefangenen Kameraden aus dem Gefängnisturm.
Der verwundete Oberst fragte den Arzt und die übrigen Anwesenden „Meine Herren, finden Sie, daß ich meine Pflicht treulich erfüllt habe?“ Bei der Auflösung der badischen Armee durch den Großherzog beantragte der erst 52-jährige Oberst Rotberg seinen Abschied, der ihm am 3. Oktober 1849 mit der Pensionierung unter Verleihung des Generalstitels gewährt wurde.
Am 12. Mai kam Generalmajor Wilhelm Gayling von Altheim, der Kommandeur der im Oberland stehenden Feldbrigade, von Freiburg im Breisgau nach Lörrach. Er beorderte das meuternde Bataillon Sponeck nach Kandern, was aber ein Großteil der Truppen zunächst verweigerte und erst am folgenden Tag den anderen folgte. Von Kandern aus marschierte das Bataillon Sponeck am 15. Mai nach Müllheim. Hier erreichte die Truppe die Nachricht von der Flucht des Großherzogs und der Machtübernahme durch die provisorische Revolutionsregierung. Am 16. Mai erreichte das Bataillon Freiburg und am 17. Mai mit der Eisenbahn Karlsruhe, wo am 18. Mai die Vereidigung auf die Reichsverfassung erfolgte.
General Gayling versuchte seine halbwegs loyalen badischen Truppen am 16./17. Mai bei Neustadt mit einem kleinen württembergischen Kontingent unter General von Miller zu vereinigen. Nachdem dies fehlschlug, verließ er Baden. Miller zog sich am 16. Mai auf Befehl des Reichsministeriums nach Württemberg zurück.
Neben den in Lörrach und direkter Nachbarschaft befindlichen Truppen stand das Bataillon Waizenegger des Leib-Infanterieregiments im Raum Rheinfelden. Hauptmann Anton Ferdinand Waizenegger war erst im Mai 1848 zum Major befördert und zum Leib-Infanterieregiment versetzt worden, wo er das Kommando über das Bataillon übernommen hatte. Die Kompanien dieser Einheit waren im Mai 1849 in Nollingen, Minseln, Karsau, Schwörstadt, Grenzach, Wyhlen, Herten und Degerfelden stationiert. Am 12. Mai erhielt Waizenegger den Befehl zwei Kompanien nach Rümmingen und Wittlingen und die beiden anderen nach Steinen zu verlegen. Die um Mitternacht des 12. Mai in Rümmingen angelangten Soldaten begaben sich am 13. Mai nach Lörrach, da sie von den Vorfällen am 11. Mai gehört hatten. Auch von den in Steinen angelangten Kompanien marschierten die meisten Soldaten mit Faschinenmessern bewaffnet und hinter einer schwarz-rot-goldenen Fahne nach Lörrach, um sich mit den aufsässigen Einheiten zu verbrüdern. Da die Lörracher Einheiten bereits abmarschiert waren, wollten die Soldaten des Bataillons Waizenegger ihnen nach Kandern und Freiburg folgen, während die Offiziere über Müllheim nach Rimsingen wollten, um sich dort mit Truppen des Generals von Gayling zu vereinigen. Der Marsch wurde durch Ungehorsam und Streitereien unter den Mannschaften immer wieder unterbrochen. Bei Müllheim und Neuenburg lösten sich die Formationen teilweise auf. Die Offiziere gingen bei Neuenburg über den Rhein nach Frankreich, während Reste der Mannschaften unter Führung der Unteroffiziere sich nach Freiburg begaben.